# Tout commença par un baiser
Pour plus de détails, voir Fiche technique et Distribution.
Tout commença par un baiser (It Started with a Kiss) est une comédie dramatique américaine en CinemaScope réalisée par George Marshall, sortie en 1959.

## Synopsis
Après une cour express, le sergent de l'armée de l'air Joe Fitzpatrick, ancien combattant de la guerre de Corée, et sa jeune épousée, Maggie, une danseuse, s’efforcent de mener leur mariage à bien. Joe est muté en Espagne ; de retour à New York, sa femme apprend qu'il a gagné à la tombola une voiture expérimentale futuriste : une Lincoln Futura de 1955. La voiture est livrée en Espagne et attire toutes les attentions, dont celle d'un célèbre matador. Le commandant de Joe lui demande de la réexpédier aux États-Unis afin d’éviter de promouvoir une image snob et nantie des États-Unis. Maggie en est irritée. À la fin, Joe finit par vendre le véhicule au matador et se réconcilie avec sa femme.

## Fiche technique
- Titre original : It Started with a Kiss
- Titre français : Tout commença par un baiser
- Réalisation : George Marshall
- Scénario : Charles Lederer, d'après l'histoire de Valentine Davies
- Costumes : Helen Rose
- Photographie : Robert J. Bronner
- Montage : John McSweeney Jr.
- Musique : Jeff Alexander
- Production : Aaron Rosenberg
- Société de production : Arcola Pictures
- Société de distribution : Metro-Goldwyn-Mayer
- Pays de production :  États-Unis
- Langue : anglais
- Format : couleur (Metrocolor) CinemaScope – 35 mm – 2,35:1 - mono (Western Electric Recording)
- Genre : comédie romantique
- Durée : 104 minutes
- Dates de sortie :
  - États-Unis : 19 août 1959
  - France : 24 août 1960

## Distribution
- Glenn Ford  (VF : Roland Menard) : Sergent Joe Fitzpatrick
- Debbie Reynolds (VF : Arlette Thomas) : Maggie Putnam
- Eva Gabor  (VF : Jacqueline Porel) : Marquise Marion de la Rey
- Gustavo Rojo  (VF : Serge Lhorca) : Antonio Soriano
- Fred Clark : Major Tim O'Connell
- Edgar Buchanan : membre du Congrès Richard Tappe
- Harry Morgan  (VF : Jacques Thebault) : Charles Meriden (Henry 'Harry' Morgan)
- Robert Warwick  (VF : Jacques Berlioz) : membre du Congrès Muir
- Frances Bavier : Mrs. Tappe
- Robert Hutton  (VF : Roger Rudel) : Alwin
- Carleton Young  (VF : Jacques Beauchey) : Mc Vey
- Netta Packer : Mrs. Muir
- Robert Cunningham : le maire
- Alice Backes : Sally Meriden
- Carmen Phillips : Belvah